# Basler Verbindungsbahn
| Einfahrt eines deutschen ICE über die Basler Eisenbahnbrücke in den Übergang der Infrastrukturgrenze von SBB zur DB Netz |                                           |                                                            |                                                            |
| Streckennummer (DB): | 4404 (Reisezuglinie)                      |                                                            |                                                            |
| Streckennummer (BAV): | 520 Basel SBB–Basel Bad. Bf               |                                                            |                                                            |
| Kursbuchstrecke (DB): | 703 (Rheintalbahn; Offenburg – Basel SBB) |                                                            |                                                            |
| Fahrplanfeld: | 499 (Schweiz)                             |                                                            |                                                            |
| Streckenlänge: | 4,450 km                                  |                                                            |                                                            |
| Spurweite: | 1435 mm (Normalspur)                      |                                                            |                                                            |
| Streckenklasse: | D4                                        |                                                            |                                                            |
| Stromsystem: | 15 kV 16,7 Hz ~                           |                                                            |                                                            |
| Streckengeschwindigkeit: | 70 km/h                                   |                                                            |                                                            |
| Zugbeeinflussung: | ETCS Level 1, PZB                         |                                                            |                                                            |
| Zweigleisigkeit: | (durchgehend)                             |                                                            |                                                            |
| |                                           |                                                            |                                                            |
| \| \| \| Strecke von Strasbourg S 1 \| \| \| \| 0,00 \| Basel SBB S 1 S 3 S 6 \| 277 m ü. M. \| \| \| 0,76 \| \| \| \| \| \| Basler Tram (Münchensteinerstrasse) \| \| \| \| \| \| \| \| \| \| Jurabahn nach Biel/Bienne S 3 und nach Basel SBB GB (Wolf) \| \| \| \| \| \| \| \| \| 1,14 \| \| 271 m ü. M. \| \| \| \| Singer Süd (427 m) \| \| \| \| 1,52 \| Hauensteinstrecke nach Olten S 1 S 3 \| 271 m ü. M. \| \| \| \| Singer Nord (276 m) \| \| \| \| \| Basler Tram (Adlerstrasse) \| \| \| \| \| \| \| \| \| \| \| \| \| \| 2,25 \| Verbindungskurve Gellert von Basel SBB RB \| 265 m ü. M. \| \| \| \| Basler Tram (Zürcherstrasse) \| \| \| \| 3,12 \| Gellert Nord \| 260 m ü. M. \| \| \| \| Verbindungsbahnbrücke (Rhein; 216 m) \| \| \| \| \| Grenzacherstrasse \| \| \| \| 3,461 \| Infrastrukturgrenze SBB/BEV \| Infrastrukturgrenze SBB/BEV \| \| \| \| \| \| \| \| \| Hochrheinbahn von Konstanz \| \| \| \| \| Wiesentalbahn von Zell im Wiesental S 6 \| \| \| \| \| Basler Tram (Riehenstrasse) \| \| \| \| 4,45 \| Basel Bad Bf S 6 \| 263 m ü. M. \| \| \| \| Rheintalbahn nach Mannheim \| \| |                                           |                                                            |                                                            |
| Strecke |                                           | Strecke von Strasbourg S 1                                 | Strecke von Strasbourg S 1                                 |
| Bahnhof | 0,00                                      | Basel SBB S 1 S 3 S 6                                      | 277 m ü. M.                                                |
| Verschwenkung von links · Verschwenkung von rechts | 0,76                                      |                                                            |                                                            |
| Kreuzung mit U-Bahn geradeaus unten · Kreuzung mit U-Bahn geradeaus unten |                                           | Basler Tram (Münchensteinerstrasse)                        | Basler Tram (Münchensteinerstrasse)                        |
| |                                           |                                                            |                                                            |
| Strecke nach rechts · Strecke |                                           | Jurabahn nach Biel/Bienne S 3 und nach Basel SBB GB (Wolf) | Jurabahn nach Biel/Bienne S 3 und nach Basel SBB GB (Wolf) |
| |                                           |                                                            |                                                            |
| Strecke von links · Abzweig geradeaus und nach rechts | 1,14                                      |                                                            | 271 m ü. M.                                                |
| Tunnelanfang · Strecke |                                           | Singer Süd (427 m)                                         | Singer Süd (427 m)                                         |
| Kreuzung mit oberirdischer Strecke (im Tunnel) · Abzweig geradeaus und nach rechts | 1,52                                      | Hauensteinstrecke nach Olten S 1 S 3                       | 271 m ü. M.                                                |
| Strecke (im Tunnel) · Tunnelanfang |                                           | Singer Nord (276 m)                                        | Singer Nord (276 m)                                        |
| Kreuzung mit oberirdischer Strecke (im Tunnel) · Kreuzung mit oberirdischer Strecke (im Tunnel) |                                           | Basler Tram (Adlerstrasse)                                 | Basler Tram (Adlerstrasse)                                 |
| Tunnelende · Tunnelende |                                           |                                                            |                                                            |
| Abzweig geradeaus und von links · Strecke nach rechts |                                           |                                                            |                                                            |
| Kreuzung geradeaus oben · Strecke von rechts | 2,25                                      | Verbindungskurve Gellert von Basel SBB RB                  | 265 m ü. M.                                                |
| Kreuzung mit U-Bahn geradeaus oben · Kreuzung mit U-Bahn geradeaus oben |                                           | Basler Tram (Zürcherstrasse)                               | Basler Tram (Zürcherstrasse)                               |
| Abzweig geradeaus und nach links · Abzweig geradeaus und von rechts | 3,12                                      | Gellert Nord                                               | 260 m ü. M.                                                |
| Brücke über Wasserlauf · Brücke über Wasserlauf |                                           | Verbindungsbahnbrücke (Rhein; 216 m)                       | Verbindungsbahnbrücke (Rhein; 216 m)                       |
| Brücke · Brücke |                                           | Grenzacherstrasse                                          | Grenzacherstrasse                                          |
| Grenze · Grenze | 3,461                                     | Infrastrukturgrenze SBB/BEV                                | Infrastrukturgrenze SBB/BEV                                |
| Abzweig geradeaus und von links · Abzweig geradeaus und nach rechts |                                           |                                                            |                                                            |
| Abzweig geradeaus und von rechts · Strecke |                                           | Hochrheinbahn von Konstanz                                 | Hochrheinbahn von Konstanz                                 |
| Abzweig geradeaus und von rechts · Strecke |                                           | Wiesentalbahn von Zell im Wiesental S 6                    | Wiesentalbahn von Zell im Wiesental S 6                    |
| Kreuzung mit U-Bahn geradeaus oben · Kreuzung mit U-Bahn geradeaus oben |                                           | Basler Tram (Riehenstrasse)                                | Basler Tram (Riehenstrasse)                                |
| Bahnhof · Bahnhof | 4,45                                      | Basel Bad Bf S 6                                           | 263 m ü. M.                                                |
| Strecke · Strecke |                                           | Rheintalbahn nach Mannheim                                 | Rheintalbahn nach Mannheim                                 |

Die Basler Verbindungsbahn ist eine Eisenbahnstrecke in der schweizerischen Stadt Basel und verbindet den Badischen Bahnhof auf dem rechten Rheinufer mit dem Bahnhof SBB auf dem linken Ufer. Sie liegt vollständig auf Schweizer Hoheitsgebiet.
Die meisten deutschen Fernverkehrszüge auf der Rheintalbahn verkehren über diese hinaus bis Basel SBB und benutzen damit die Verbindungsbahn. Auch viele Regional-Express-Züge der Deutschen Bahn von oder nach Offenburg bzw. Freiburg im Breisgau und S-Bahnen der SBB GmbH (Linie S6 der S-Bahn Basel) von oder nach Zell im Wiesental fahren über die Verbindungsbahn weiter nach Basel SBB. Wegen der staatsvertraglichen Regelung dieser Verkehre gilt auf der Verbindungsbahn das schweizerische Tarifsystem, allerdings wird auch das deutsche Baden-Württemberg-Ticket anerkannt. Die unentgeltliche Beförderung für Schwerbehinderte gilt hier ebenfalls, auch in Fernzügen.

## Geschichte
Die Bahnstrecke wurde durch Artikel 4 des internationalen Vertrages vom 15. Oktober 1869, betreffend den Bau und Betrieb einer Gotthardeisenbahn, festgesetzt. Die Verbindungsbahn wurde am 14. März 1870 vom schweizerischen Bund konzessioniert. Am 3. November 1873 wurde die Bahn mit dem Hauptelement, der einspurigen Rheinbrücke, deren Pfeiler aber schon mit Blick auf eine mögliche Verbreiterung auf Doppelspur gebaut worden waren, eröffnet. Aufgrund einer Vereinbarung zwischen der damaligen Schweizerischen Centralbahn und den Badischen Staatseisenbahnen bildete die Verbindungsbahn ein gemeinschaftliches Unternehmen beider. Das Baukapital wurde ausschliesslich von der Centralbahn aufgebracht, und als deren Rechtsnachfolgerin sind jetzt die Schweizerischen Bundesbahnen Eigentümer der Bahn.
Seit der Bahnreform wird die Strecke infrastrukturseitig durch die SBB allein betrieben. Darüber verkehren SBB, DB und viele weitere Unternehmen im Netzzugang. Die Eigentumsgrenze ist bei Kilometer 3,461, am Nordkopf der Rheinbrücke, bei der Grenzacherstrasse.
Zwischen 2009 und 2012 entstand stromaufwärts neben dem bestehenden Rheinübergang eine zweite Brücke, die am 22. Oktober 2012 eingeweiht wurde. Über sie verkehren die Züge des Personenverkehrs in Richtung Basel SBB, während der Güterverkehr zum Rangierbahnhof Basel über die alte Rheinbrücke abgewickelt wird, welche nun saniert werden kann. Die frühere Verzweigung in beide Richtungen südlich der Brücken entfiel seit der Nutzung der neuen Brücke, da sämtliche dortigen Weichen in der Folge entfernt wurden. Daher wird der Personen- vom Güterverkehr derzeit bereits im Badischen Bahnhof getrennt, bevor mit dem Umbau der Bahnhöfe Weil am Rhein und Haltingen die Verkehre schon ab dort getrennt verlaufen können.

## Technik

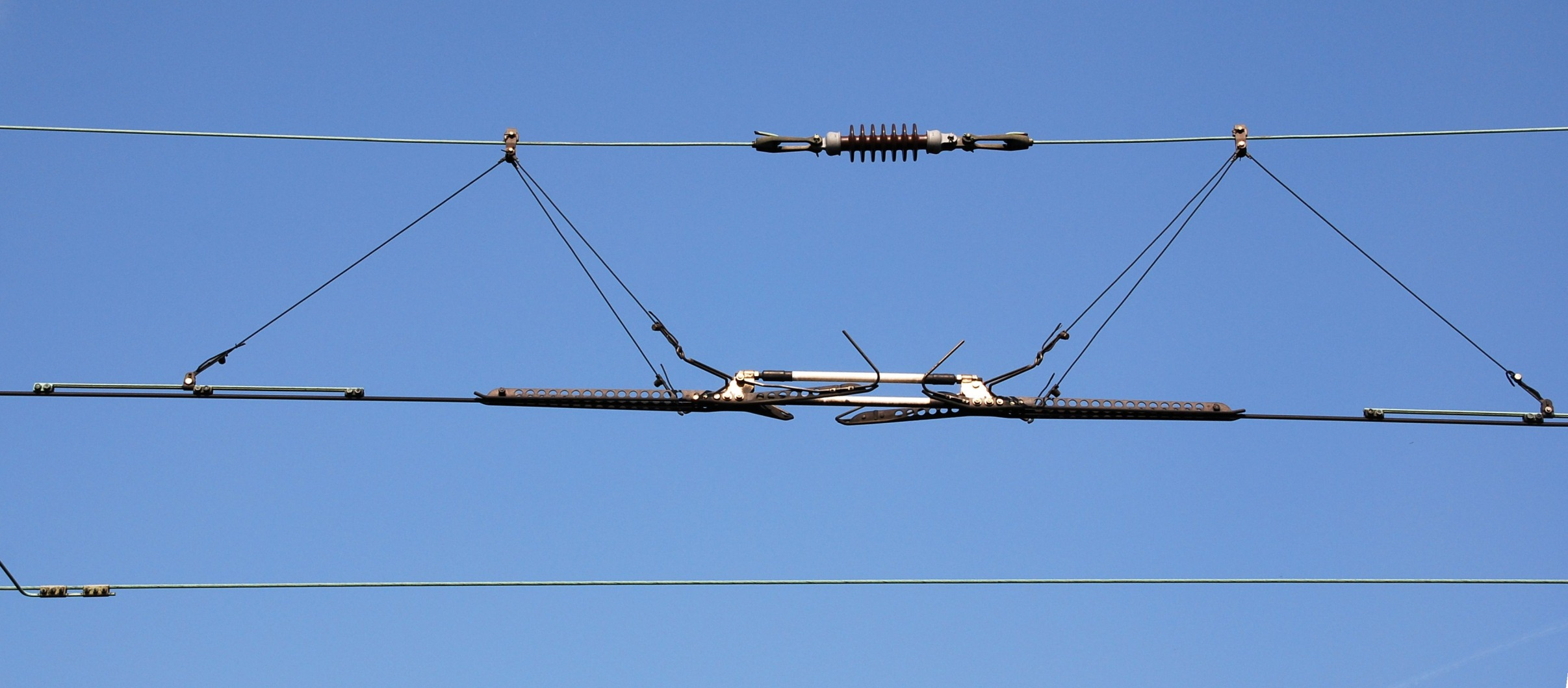
Trennung der Bahnstromleitungen der beiden Staatsbahnen SBB und DB InfraGO

Die Basler Verbindungsbahn einschliesslich der Bahnhöfe Basel Bad Bf, Basel SBB und Basel SBB RB ist so ausgestattet, dass sie von deutschen und schweizerischen Triebfahrzeugen ohne technische Sonderausrüstungen befahren werden kann. Die Strecke ist mit ETCS (Level 1 LS) und der deutschen Punktförmigen Zugbeeinflussung (PZB) ausgestattet. Die Strecke ist im Gleiswechselbetrieb befahrbar; anders als sonst im SBB-Netz üblich wird in der Regel rechts gefahren, um einen Gleiswechsel im Badischen Bahnhof zu vermeiden. Die Oberleitung kann mit Schweizer Stromabnehmern befahren werden (maximale Seitenabweichung 200 mm), das Lichtraumprofil lässt auch breite Stromabnehmer zu. Die Trennstelle zwischen den Oberleitungssystemen liegt an der Eigentumsgrenze. Der Stellbereich des Stellwerkes Basel Bad Bf reicht bis einschliesslich zur Verzweigung der Strecken nach Basel SBB und Basel Rangierbahnhof.